# Pyrenestes
Pyrenestes és un gènere d'ocells de la família dels estríldids (Estrildidae). Aquests ocells es troben a l'Àfrica subsahariana.

## Descripció
S'alimenten de llavors, són gregaris amb bec curt, molt gruixut i grisos. Tots tenen la cara i la cua de color carmesí.

## Taxonomia
Segons la Classificació del Congrés Ornitològic Internacional (versió 15.1, 2025) aquest gènere està format per tres espècies:
- Pyrenestes minor - estrilda becgrossa menuda.
- Pyrenestes sanguineus - estrilda becgrossa escarlata.
- Pyrenestes ostrinus - estrilda becgrossa ventrenegra.